# Eleição municipal de Araguaína em 2020
A eleição municipal de Araguaína em 2020 ocorreu no dia 15 de novembro com o objetivo de eleger um prefeito, um vice-prefeito e 17 vereadores, que serão responsáveis pela administração da cidade. Originalmente, as eleições ocorreriam em 4 de outubro (primeiro turno) e 25 de outubro (segundo turno, caso necessário), porém, com o agravamento da pandemia de COVID-19 no Brasil, as datas foram modificadas. Por estar em seu segundo mandato, o então prefeito Ronaldo Dimas (Podemos) não poderia concorrer à reeleição.
Disputada por 4 candidatos, a eleição foi vencida por Wagner Rodrigues, do Solidariedade, que recebeu 39.735 votos, contra 29.094 do deputado estadual Elenil (MDB). Houve ainda 1.291 votos em branco, 4.541 nulos e 21.345 abstenções.

## Antecedentes
Na eleição de 2016, Ronaldo Dimas (PL) foi reeleito para um segundo mandato de prefeito ainda em primeiro turno, derrotando Valderez Castelo Branco (PP), repetindo o desempenho do pleito anterior.

## Contexto político e pandemia
As eleições municipais de 2020 estão sendo marcadas, antes mesmo de iniciada a campanha oficial, pela pandemia do coronavírus SARS-CoV-2 (causador da COVID-19), o que está fazendo com que os partidos remodelem suas metodologias de pré-campanha. O Tribunal Superior Eleitoral (TSE) autorizou os partidos a realizarem as convenções para escolha de candidatos aos escrutínios por meio de plataformas digitais de transmissão, para evitar aglomerações que possam proliferar o vírus. Alguns partidos recorreram a mídias digitais para lançar suas pré-candidaturas. Além disso, a partir deste pleito, será colocada em prática a Emenda Constitucional 97/2017, que proíbe a celebração de coligações partidárias para as eleições legislativas, o que pode gerar um inchaço de candidatos ao legislativo. Conforme reportagem publicada pelo jornal Brasil de Fato em 11 de fevereiro de 2020, o país poderá ultrapassar a marca de 1 milhão de candidatos a prefeito, vice-prefeito e vereador neste escrutínio, o que não seria necessariamente bom, na opinião do professor Carlos Machado, da UnB (Universidade de Brasília): “Temos o hábito de criticar de forma intensa a coligação partidária, sem parar para refletir sobre os elementos positivos dela. O número de candidatos que um partido pode apresentar numa eleição, varia se ele estiver dentro de uma coligação, porque quando os partidos participam de uma coligação, eles são considerados como um único partido", afirmou Machado na reportagem.

## Candidatos
| Nº | Candidato        | Partido       | Candidato a vice          | Cargos relevantes ou profissão                  | Coligação                                                                                       |
| -- | ---------------- | ------------- | ------------------------- | ----------------------------------------------- | ----------------------------------------------------------------------------------------------- |
| 13 | Juiz Leador      | PT            | Vera Caixeta (PT)         | Juiz (aposentado)                               | Sem coligação                                                                                   |
| 15 | Elenil           | MDB           | Cabral (PP)               | Deputado estadual (2015–), Vereador (2005–2012) | "Araguaína Para Todos'" (MDB, PP, REDE, PSC, PDT, PTC, Avante, PSL, PTB e Republicanos)         |
| 28 | Dr Hugo Mendes   | PRTB          | André Luiz Martins (PRTB) | Médico                                          | "Desperta Araguaína'" (PRTB, PSD e PSB)                                                         |
| 77 | Wagner Rodrigues | Solidariedade | Marcus Marcelo (PL)       | Professor                                       | "A Transformação Continua" (Solidariedade, PL, PV, Cidadania, PODE, PSDB, Patriota, DEM e PROS) |

## Resultados

### Prefeito
| Candidato              | Candidato                        | Vice                      | 1º turno 15 de novembro de 2020 | 1º turno 15 de novembro de 2020 |
| Candidato              | Candidato                        | Vice                      | Total                           | Porcentagem                     |
| ---------------------- | -------------------------------- | ------------------------- | ------------------------------- | ------------------------------- |
|                        | Wagner Rodrigues (Solidariedade) | Marcus Marcelo (PL)       | 39.735                          | 50,87%                          |
|                        | Elenil (MDB)                     | Cabral (PP)               | 29.094                          | 37,25%                          |
|                        | Dr Hugo Mendes (PRTB)            | André Luiz Martins (PRTB) | 5.985                           | 7,66%                           |
|                        | Juiz Leador (PT)                 | Vera Caixeta (PT)         | 3.297                           | 4,22%                           |
| Total de votos válidos | Total de votos válidos           | Total de votos válidos    | 78.111                          | 93,06%                          |
| → Votos em branco      | → Votos em branco                | → Votos em branco         | 1.291                           | 1,54%                           |
| → Votos nulos          | → Votos nulos                    | → Votos nulos             | 4.541                           | 5,41%                           |
| Total de votos         | Total de votos                   | Total de votos            | 83.943                          | 100%                            |
| Abstenções             | Abstenções                       | Abstenções                | 21.345                          | 20,27%                          |
| Total de inscritos     |                                  |                           |                                 |                                 |

## Vereadores eleitos
| Candidato eleito        | Partido       | Votação | Porcentagem | Cidade onde nasceu  | Unidade federativa |
| Matheus Mariano         | PODE          | 2.017   | 2,53%       | Araguaína           | Tocantins          |
| Terciliano Gomes        | PSD           | 1.651   | 2,07%       | Pires do Rio        | Goiás              |
| Zezé Cardoso            | PODE          | 1.493   | 1,87%       | Paraibano           | Maranhão           |
| Gideon Soares           | Solidariedade | 1.490   | 1,87%       | Ituiutaba           | Minas Gerais       |
| Enoque Neto             | PSL           | 1.363   | 1,71%       | Araguaína           | Tocantins          |
| Flávio Cabanhas         | PTB           | 1.259   | 1,58%       | Araguaína           | Tocantins          |
| Luciano Santana         | Solidariedade | 1.210   | 1,52%       | Araguaína           | Tocantins          |
| Marcus do Restaurante   | Solidariedade | 1.179   | 1,48%       | Mara Rosa           | Goiás              |
| Sargento Jorge Carneiro | PROS          | 1.123   | 1,41%       | Babaçulândia        | Tocantins          |
| Geraldo Silva           | MDB           | 975     | 1,22%       | Araguaína           | Tocantins          |
| Soldado Alcivan         | PP            | 972     | 1,22%       | Araguaína           | Tocantins          |
| Thiago Costa            | PSDB          | 958     | 1,20%       | Paulo Ramos         | Maranhão           |
| Fraudneis Fiomare       | PSC           | 921     | 1,15%       | Araguaína           | Tocantins          |
| Ygor Cortez             | PV            | 811     | 1,02%       | Araguaína           | Tocantins          |
| Wilson Carvalho         | PROS          | 775     | 0,97%       | Floriano            | Piauí              |
| Edimar Leandro          | MDB           | 768     | 0,96%       | Uruçuí              | Piauí              |
| Abraão                  | Cidadania     | 711     | 0,89%       | Santana do Araguaia | Pará               |